# Ciipher
Ciipher (en coreano: 싸이퍼) es un grupo de chicos de Corea del Sur creado por el cantante surcoreano Rain bajo R.A.I.N. Company. El grupo está formado por Tan, Hwi, Hyunbin, Keita, Tag, Dohwan y Won. El grupo debutó el 15 de marzo de 2021 con el extended play (EP) I Like You. Los miembros Tan, Tag, Dohwan y Won, parte de la formación original, abandonaron el grupo el 9 de agosto de 2023.

## Historia

### Predebut
La preparación para el debut del grupo ha sido de tres años. Sobre la selección de los miembros para el primer grupo firmado bajo R.A.I.N. Company, Rain dijo: «Hubo muchos factores involucrados en el proceso de hacer Ciipher, pero cuando conocí a estos niños, sentí que podía apostarlo todo por ellos. No solo mi tiempo o mi habilidad, sino todas las cosas que tuve y he hecho. Ya sea que el grupo tenga buenos resultados o no, no creo que me arrepienta de las cosas que le di a este grupo. Así de talentosos y educados son».
Antes de unirse al grupo, muchos de los miembros habían hecho una audición en programas de televisión populares o se habían capacitado en otras discográficas importantes. En diciembre de 2014, Tan compitió en el reality show de supervivencia de Mnet, No.Mercy bajo su nombre de nacimiento Choi Seok-won. Sin embargo, no llegó a la alineación final del grupo de chicos, Monsta X en 2015. Keita y Dohwan fueron ex concursantes en Treasure Box de YG, pero ambos no llegaron a la alineación de debut final del programa. Won fue un concursante de Under Nineteen con su nombre de nacimiento Park Sung-won. Se convirtió en miembro de la alineación de debut cuando terminó en el séptimo lugar. Won debutó como miembro de 1the9 el 13 de abril de 2019 y el grupo se disolvió oficialmente como grupo el 8 de agosto de 2020. Hyunbin fue un ex concursante de Produce X 101 bajo Starship Entertainment, y fue eliminado en el episodio 8, terminando en el puesto 32.

### 2021: Debut conI Like YouyBlind
El 12 de diciembre de 2020, Rain anunció que Ciipher debutaría con su primer miniálbum I Like You el 15 de marzo de 2021.
El 28 de septiembre de 2021, Ciipher lanzó su segundo miniálbum Blind.

### 2022-presente:The Code,Boys PlanetyFantasy Boys, Evnne y cambios de alineación
El 11 de mayo de 2022, Ciipher lanzó su tercer extended play The Code.
Keita y Tag participaron en el programa de competencia de telerrealidad Boys Planet de Mnet. Y el 20 de febrero de 2023, Hyunbin se convirtió en concursante de Fantasy Boys.
El 3 de agosto, se reveló que Keita debutaría como miembro del grupo proyecto Evnne y el 9 de agosto, se anunció que los miembros Tan, Tag, Dohwan y Won habían dejado el grupo.

## Miembros
Adaptado de su perfil de Naver y del perfil de su sitio web.
- Tan (탄)
- Hwi (휘)
- Hyunbin (현빈) - líder
- Keita (케이타)
- Tag (태그)
- Dohwan (도환)
- Won (원)

## Discografía

### Extended plays
| Título                                                    | Detalles | Posicionamiento en listas | Ventas        |
| Título                                                    | Detalles | COR                       | Ventas        |
| --------------------------------------------------------- | --- | ------------------------- | ------------- |
| I Like You (en hangul, 안꿀려; literalmente, «No quiero») | - Lanzamiento: 15 de marzo de 2021 - Discográfica: R.A.I.N. Company, Kakao Entertainment - Formatos: CD, descarga digital Lista de canciones 1. «Solo» (모태솔로) 2. «I Like You» (안꿀려) 3. «Give Me Love» 4. «Fire» 5. «Fall in Love»                          | 28                        | - COR: 16,475 |
| Blind                                                     | - Lanzamiento: 28 de septiembre de 2021 - Discográfica: R.A.I.N. Company, Kakao Entertainment - Formatos: CD, descarga digital Lista de canciones 1. «Moon Night» 2. «Blind» (콩깍지) 3. «Joker» 4. «Go Ahead» 5. «That's Okay» (괜찮아)                          | 7                         | - COR: 24,264 |
| The Code                                                  | - Lanzamiento: 11 de mayo de 2022 - Discográfica: R.A.I.N. Company, Kakao Entertainment - Formatos: CD, descarga digital Ver listaLista de canciones 1. «The Code (Intro)» 2. «Fame» 3. «Slam the Door» 4. «On a Highway» 5. «You» (너를 다시) 6. «Stay» (있을게) | 8                         | - KOR: 11,781 |

### Sencillos
| Título                                                                        | Año  | Mejor posición | Álbum      |
| Título                                                                        | Año  | COR            | Álbum      |
| ----------------------------------------------------------------------------- | ---- | -------------- | ---------- |
| «I Like You» (안꿀려)                                                         | 2021 | —              | I Like You |
| «Blind» (콩깍지)                                                              | 2021 | —              | Blind      |
| «Fame»                                                                        | 2022 | —              | The Code   |
| «—» denota lanzamientos que no se registraron o no se lanzaron en esa región. |      |                |            |

## Videografía

### Videos musicales
| Título                | Año  | Ref.   |
| --------------------- | ---- | ------ |
| «I Like You (안꿀려)» | 2021 | [ 24 ] |
| «Blind»               | 2021 | [ 25 ] |
| «Fame»                | 2022 | [ 26 ] |

## Premios y nominaciones
| Premios                            | Año  | Categoría                        | Nominado(s) | Resultado | Ref.   |
| ---------------------------------- | ---- | -------------------------------- | ----------- | --------- | ------ |
| Asia Artist Awards                 | 2021 | Male Idol Group Popularity Award | Ciipher     | Nominado  | [ 27 ] |
| Korea Culture Entertainment Awards | 2021 | K-Pop Star Award                 | Ciipher     | Ganador   | [ 28 ] |